# 紫云小檗
紫云小檗（学名：Berberis ziyunensis），为小檗科小檗属下的一个植物种。